# Даме (река)
Даме (нем. Dahme) — река в Германии, в земле Бранденбург. Приток реки Шпре. Длина реки составляет около 95 км. Протекает по территории к юго-востоку от Берлина.
Даме берёт начало юго-восточнее одноимённого города, протекает в северном направлении через городки Гольсен, Меркиш-Буххольц и Кёнигс-Вустерхаузен и впадает в Шпрее в берлинском районе Кёпеник непосредственно после одноимённого острова на Шпрее с Кёпеникским дворцом. На протяжении 29 км Даме является водным путём федерального значения.
Существует несколько версий происхождения названия реки. По одной из них, слово «Даме» славянского происхождения, от «Dembrowa» — «дуб». По другой версии, Даме происходит из германских языков и означает «тёмная река».